# Décapoint
Le décapoint, également appelé raphigraphie, est une forme tactile de l'alphabet latin inventée par Louis Braille en 1839. Ce système hybride vise à être lisible à la fois par les personnes aveugles et voyantes. Contrairement au braille classique, les lettres conservent leur forme linéaire visuelle, mais sont composées de points en relief similaires à ceux du braille. Chaque lettre mesure dix points en hauteur, avec des variations en largeur pour représenter les différentes lettres de l'alphabet.

## Contexte et objectifs
Le développement du décapoint répond au besoin de permettre aux proches voyants des élèves aveugles de lire leurs écrits, le braille étant illisible pour ceux qui n'y sont pas formés. Le décapoint sert ainsi de pont entre voyants et non-voyants, facilitant la communication écrite entre eux.

## Limitations et innovations techniques

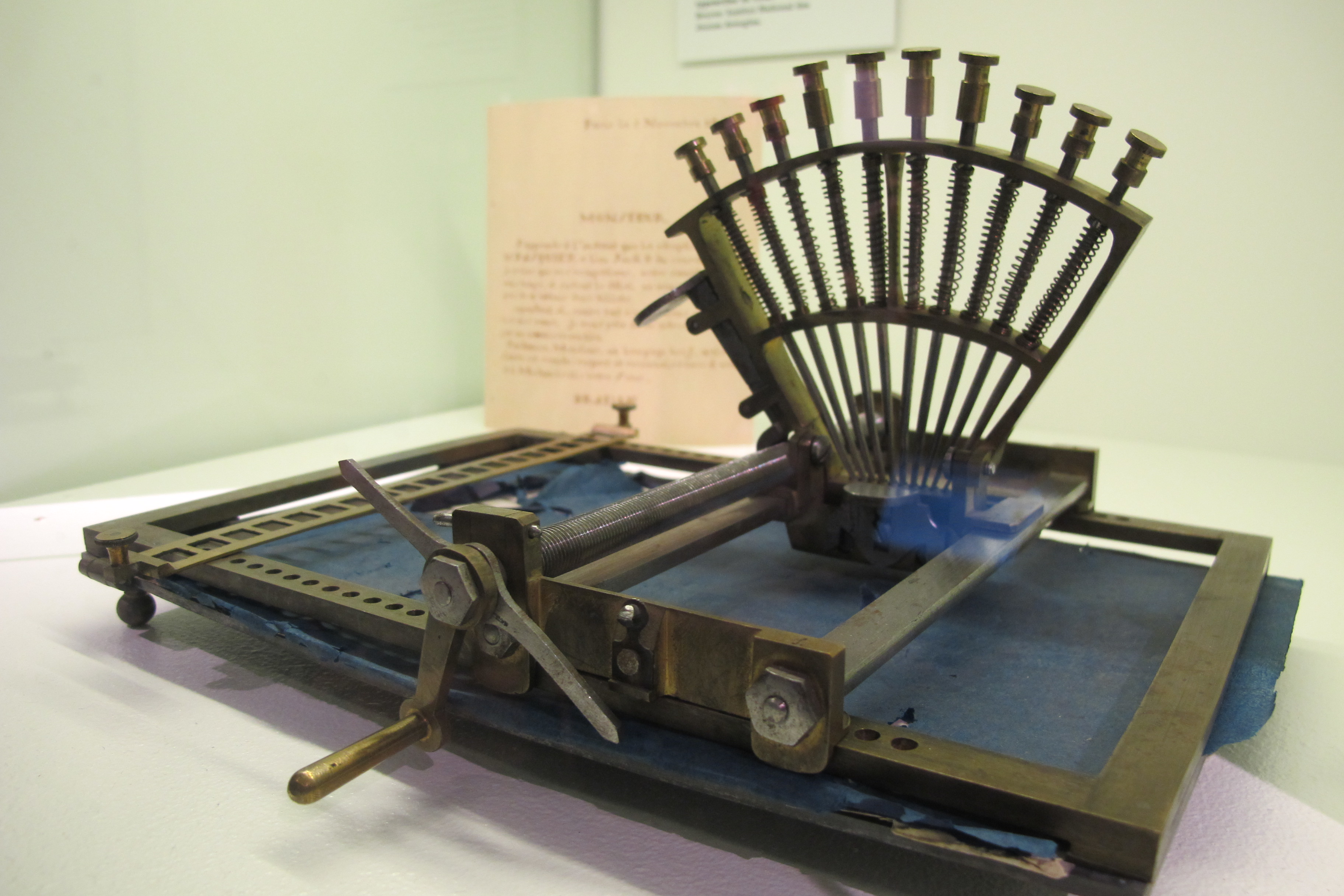
Un raphigraphe.

La hauteur de dix points rend l'écriture manuelle du décapoint difficile pour les personnes aveugles, malgré l'utilisation d'une grille. Pour pallier cette difficulté, Pierre-François-Victor Foucault, ami aveugle de Louis Braille, conçoit en 1841 le premier raphigraphe, qui permet d'imprimer simultanément tous les points d'une colonne de caractères sur le papier, facilitant ainsi la production de textes en décapoint.

## Déclin et obsolescence
Avec l'invention des premières machines à écrire, le décapoint et la raphigraphie deviennent rapidement obsolètes. Bien que les machines à écrire soient illisibles pour les personnes aveugles et leur empêche ainsi la relecture, leur simplicité et leur efficacité conduisent à l'abandon progressif du décapoint.